# Rickie Lee Jones
Rickie Lee Jones (ur. 8 listopada 1954) – wokalistka, autorka tekstów pochodząca ze Stanów Zjednoczonych.

## Dyskografia
- Rickie Lee Jones – (1979)
- Pirates – (1981)
- Girl at Her Volcano (EP) – (1983)
- The Magazine – (1984)
- Flying Cowboys – (1989)
- Pop Pop – (1991)
- Traffic From Paradise – ([993)
- Naked Songs – (1995)
- Ghostyhead – (1997)
- It's Like This – (2000)
- Live at Red Rocks – (2001)
- The Evening of My Best Day – (2003)
- Rickie Lee Jones: Duchess of Coolsville – (2005)